# Tomáš Hübschman
Tomáš Hübschman (Prag, 4. rujna 1981.) bivši je češki nogometaš njemačkog porijekla.
Prije nego što je prešao u Šahtar Donjeck 2004. godine, Hübschman je igrao u Sparti iz Praga.
Na Europskom prvenstvu u 2004. godini igrao je za Češku.